# 神っぽいな
「神っぽいな」（かみっぽいな）は、音声合成ソフト・初音ミク歌唱のVOCALOID楽曲。2021年9月17日、日本のボカロP・ピノキオピーによって発表され、同月19日、各音楽配信サービスからリリースされた。

## 概要
本作はピノキオピーの102作目の作品となった。また、2021年12月9日、自身17曲目となるミリオンを達成した。
歌い手はボーカロイドの初音ミクである。
2021年9月17日、リリースに先立ってYouTube上に動画が投稿された。この動画は5000万再生を突破している。
2023年5月17日発売のピノキオピーの6thアルバム『META』に収録。

## 制作
もともとは様々な愛を表現した楽曲を集めたアルバム『ラヴ』の制作中にできた楽曲であった。アルバムの趣旨には合っていなかったため、アルバムのリリースの1ヶ月後に公開されることとなった。
2021年当時のボカロ曲は皮肉を込めたような攻撃的な楽曲が流行しており、ピノキオピーは、そういった曲調自体が批判の対象になりそれがサイクルとして回っていくという構造があると感じていた。本楽曲はその状況を客観的な視点から描いたという。「神っぽい」だけで神ではない、不完全な"悟った視点"をテーマにしている。イラストや動画は当時の流行を抑えつつ、曲調のアプローチは他とは異なるものとなるよう意識して作られた。
歌詞にはニーチェの「Gott ist tot（神は死んだ）」という言葉が引用されている。ニーチェの積極的ニヒリズムの前向きな考え方に共感する部分があり、曲名にも結びつくことからこの言葉を採用したという。

## カバー
- RAISE A SUILEN［レイヤ（Raychell）］ - ゲーム『バンドリ! ガールズバンドパーティ!』に収録（2023年3月20日追加[5]）。
- Ado - カバーアルバム『Adoの歌ってみたアルバム』（2023年12月13日発売）に収録[6]。
- Lumin（ダイアナ・ガーネット）- カバーシングル『神っぽいな』（2024年3月31日発売）に収録[7]。